# Friedrich Ludwig Gaupp
Friedrich Ludwig Gaupp, född den 10 december 1832 i Ellwangen, död den 6 juli 1901, var en tysk jurist. 
Gaupp blev 1884 privatdocent och 1897 honorarieprofessor vid Tübingens universitet. Han utgav bland annat en kommentar till tyska civilprocessordningen (tre band, 1879–1881; femte upplagan, i två band, 1901–1902).